# Џон Виклиф
Џон Виклиф (енгл. John Wycliffe; рођен око 1320, умро 31. децембра 1384) је био енглески теолог и реформатор, који се подигао против католичке цркве, и професор богословије на Универзитету у Оксфорду. Основао је покрет лоларда, који су представљали претече протестантизма. Његово учење је снажно деловало на Јана Хуса и хусите. Био је један од најранијих критичара жеље папа за секулраном влашћу. Први је превео Библију на енглески језик. Виклифова Библија се први пут појавила између 1382. и 1384. Дванаест година након смрти спалили су му кости.
Виклиф је окарактерисан као „вечерња звезда“ схоластике и као јутарња звезда енглеске реформације.
Виклифови каснији следбеници, које су њихови ортодоксни савременици у 15. и 16. веку погрдно називали Лоларди, усвојили су многа веровања која се приписују Виклифу, као што су теолошке врлине, предодређеност, иконоклазам и појам цезаропапизма, док доводе у питање поштовање светих, мисе задушнице, трансупстанцијацију, монаштво и легитимитет или улогу папства. Попут валдензијанаца, хусита и божјих пријатеља, покрет Лолард је на неки начин антиципирао протестантску реформацију. Виклифови списи на латинском језику су у великој мери утицали на филозофију и учење чешког реформатора Јана Хуса (око 1369–1415), чије је погубљење 1415. изазвало побуну која је довела до Хуситских ратова 1419–1434.
Виклиф се залагао за превођење Библије на народни језик. Према традицији, каже се да је Виклиф завршио превод директно са Вулгате на средњи енглески – верзију која је сада позната као Виклифова Библија. Иако је вероватно да је он лично превео Јеванђеље по Матеју, Марку, Луки и Јовану, могуће је да је превео цео Нови завет. У сваком случају, претпоставља се да су његови сарадници превели Стари завет. Сматра се да је Виклифова Библија завршена пре 1384. године са додатним ажурираним верзијама које су урадили Виклифов помоћник Џон Пурви и други 1388. и 1395. У скорије време, историчари Виклифовог покрета су сугерисали да је Виклиф имао заправо споредну улогу у самом преводу.

## Детињство и младост
Родио се у Јоркширу у породици англо-саксонског порекла. О његовом раном образовању не зна се ништа поуздано. Зна се да је у Оксфорду био око 1345, али не зна се када је дошао. У Оксфорду су на њега утицали Роџер Бејкон, Роберт Гросетесте, Томас Брадвардин, Вилијам Окамски и Ричард Фицралф. Много је на њега утицао Вилијам Окамски. Показује интересовање за природне науке и математику, али проучавао је теологију, црквене законе и филозофију. Чак су и његови противници признавали његово познавање дијалектике, а његови радови су показали да је био добро упознат са римским и енглеским законима и са историјом.
Током академских сукоба на Оксфорду припадао је реалистима, који су имали супротно мишљење од номиналиста.

## Рана каријера
Између 1356. и 1360. био је декан Балиол колеџа у Оксфорду. Од 1361. био је свештеник близу Оксфорда, са којим је одржавао везе и на коме је предавао. У почетку је постао познат као аутор неколико филозофских радова схоластичкога карактера.
Папа Урбан V је 1365. тражио да Енглеска плати феудални данак, који је обећао краљ Јован без Земље. Енглеска није плаћала 33 године, још од краља Едварда III. Трајао је Стогодишњи рат. Енглески парламент је одбио да плаћа данак и нагласили су да ни краљ ни било ко други нема права да Енглеску потчињава страној сили. Тада се папство доста повезивало са Француском. Џон Виклиф је иступио као теолошки саветник и био је против плаћања данка папама. На тај начин Виклиф је ушао у политику 1365-1366. Доказао је у парламенту да је папино присвајање ауторитета над световним владарима у супротности и са разумом и са Библијом. Основна идеја Виклифове аргументације била је служба као основ власти и основу права. Пошто папа није обављао ништа у корист Енглеске, него је служио Француској, као непријатељу Енглеске, није ни заслужио да ишта добије.
Отишао је 1374. у Бриж, где су се водили преговори између Француске и Енглеске. Виклиф је био краљев изасланик. Преговарало се и са папиним делегатима. Тада Виклиф још увек није сматран јеретиком.

## Јавно изношење идеја
Виклиф је сматрао да је добродошла секуларизација црквених добара у Енглеској. У свом раду  нападао је владавину клера. Сматрао је да је краљ изнад папе, а да је сакупљање новца и продаја опрошатања грехова представљају симонију. У свом другом раду  нападао је Авињонски систем са комисијама и принудним сакупљањем новца. Сматрао је да, ако клер злоупотреби црквена добра, она треба да се одузму. Виклиф је формулисао 18 теза, у којима се супростављао методама, којима је црква владала и прикупљала новац. Виклиф је своје тезе изнио 1376. пред студенте у Оксфорду. Нарочито је водио борбу против опраштања греха (индулгенција ). Папа је дао право одређеним фратрима да продају опросте за новац. Сматрао је да се опраштање греха не може купити за новац, него да опраштање треба тражити од Бога.
Сматрао је да црква треба да буде сиромашна, као у време првих апостола. Џона Виклифа је подржавао Џон од Гента, који је имао намеру да се домогне црквених поседа. Виклиф је одмах добио жестоке противнике, монахе, који су имали највеће поседе. Виклифове теорије су постале опасне за цркву. Авињонска курија је прозивала Оксфорд и Лондонску бискупију због тога што су допустили Виклифу да шири идеје против цркве. Лондонски бискуп је 1377. позвао Виклифа да објасни своје идеје.
Виклиф је имао моћне заштитнике. Двојица војвода су била на његовој страни, а имао је и доста присталица, које су током његовог саслушања продрле у судницу, па је истрага против Виклифа била обустављена.
Папа Гргур XI је окончао период Авињонског папства и преселио се из Авињона у Рим и те исте године послао је у Енглеску у мају 1377. писма против Виклифа. Позвао је краља и више свештенство да подузму мере против Виклифа. Међутим тада је у јуну 1377 умро енглески краљ Едвард III. Његов наследник је био још дечак Ричард II. Енглеском је фактички владао краљев ујак од Гента, који је штитио Виклифа. Као резултат те нове ситуације папина була није објављена све до децембра. Енглески парламент се састао у октобру и заузели су оштар став против курије.
Виклиф је уживао јавну подршку, али ипак позвали су га да одговара на оптужбе папе. Бучна гомила је била на његовој страни, а и краљева мајка је била за Виклифа. Бискупи су били подељени, па су нашли решење да му забране да даље износи јавно своје ставове. Једно време Виклифа је по папиним упутама затворио вицеканцелар у Оксфорду, али Виклифови пријатељи су га ослободили. Били су љути, јер се црквена хијерархија мешала у независност универзитета.
Пре нових сукоба папа Гргур XI је 1378. умро, а започело је раздобље звано Западна шизма (1378—1429). У том раздобљу једне државе подржавале су папе, а друге антипапе. Џон Виклиф је постао још већи противник папа. Виклиф је учио да су Христ и апостоли поштовали краља и да је грех опирати се краљу, чија власт долази од бога. Сви поданици, па и свештенство треба да краљу плаћа данак. Краљ треба да мудро користи своју моћ, а закони треба да буду у складу са божјим. Закони су од Бога, укључујући и оне по којима је царство изнад свештенства. Свештенство треба да поштује законе државе. Енглески надбискупи потврђују то начело тако што се заклињу енглеском краљу на лојалност, а краљ им предаје црквена имања. Краљ штити своје вазале, а свештенство се као вазали налази под краљевом јурисдикцијом и не ослобађа их папска објава вазалног положаја.

## Виклиф и папство
Виклиф је годинама постајао све огорченији непријатељ папства. Виклиф је желео да се остваре његове идеје. Његово основно веровање је било да црква треба да остане сиромашна, као у доба апостола.
Стално је нападао папство и целу хијерархију. Годинама је све више нападао папску власт. Најутицајнији је постао од Западне шизме, када су и папа и антипапа слали своје представнике у Енглеску тражећи признање. Стао је на страну папе Урбана VI. Виклиф је говорио да црква може постојати и без видљивога поглавара, али да нема штете ако је на челу одговарајући добар поглавар. Пошто је Урбан VI спроводио реформе, за које је Виклиф сматрао да су добре, Урбана VI је сматрао правим папом.

## Напад на монашке редове
Сматрао је да редови треба да врате сву имовину, па је створио новога непријатеља. Сматрао је монашке редове новим сектама, јер у Библији нема ништа о њима. Зато је сматрао да треба да се распусте и да врате сву имовину. Његове проповеди су имале много јачи ефекат касније у Бохемији у доба Јана Хуса. У Енглеској имовина појединих редова није врађена држави, него су је приграбили барони.

## Енглеска Библија
Виклиф је веровао да Библија треба да буде заједничко добро за све хришћане и да зато треба да је на језику обичног народа. Племство је имало Библију на француском. Било је тада само делова Библије на енглеском. Превео је Нови завјет на енглески. Заједно са Старим завјетом прочишћена је цела Библија и изашла је 1388. цела на енглеском. Црквена хијерархија се обрушила на такву Библију, да има много погрешних превода и погрешних коментара. Као што је касније Лутерова Библија имала утицај на немачки језик, тако је Виклифова Библија имала утицај на енглески језик, све до појаве Библије краља Џејмса. Виклифова Библија је продавана по целој Енглеској, али црква је прогласила да је то неауторизиран превод.

## Као проповедник
Проповедао је да се треба решити постојеће црквене хијерархије и заменити је сиромашним свештеницима, који нису везани никаквим заклетвама. Такви сиромашни свештеници започели су да проповедају Виклифово учење. Ишли су босоноги у дугој тамноцрвеној одећи и ишли су од места до места и проповедали. Папа Гргур XI назвао их је у једној були лоларди.

## Синод против Виклифа
Виклиф је лета 1381. формулисао доктрину у 12 кратких реченица и обавезао је своје следбенике да то проповедају. Канцелар универзитета у Оксфорду је то учење прогласио јеретичким. Виклиф се тада жалио краљу. У то време дошло је до сељачког устанка 1381. Иако Виклиф није подржао Сељачки устанак Вота Тајлера њега су кривили и за сељачку буну. Побуњеници су највише мрзили Виклифова заштитника Џона Ганта. Виклифов стари непријатељ Вилијам Куртнеј постао је надбискуп од Кантерберија и сазвао је 1382. скуп племића на синод. Током скупа дошло је до земљотреса, па су уплашени учесници намеравали да прекину скуп, али надбискуп је то тумачио као позитиван знак. Од 24 различита става која је Виклиф износио десет ставова су прогласили јеретичким и забранили су да се ти ставови износе било на проповедима било у академским расправама. Запрећено је казном онима, који би се оглушили на то. Предлог су послали парламенту на усвајање, али доњи дом параламента је одбио. Краљ је издао декрет, који је омогућавао хапшење оних који би износили таква јеретичка учења.

## Последњи дани
Умро је 1384. Кратко након његове смрти појавио се хуситски покрет, који је налазио инспирацију у његову учењу.
Концил у Констанци одржао се 4. маја 1415. и тада су Џона Виклифа прогласили јеретиком, а његово учење потпуно забранили. Наређено је да се спале све његове књиге. Одредили су да се посмртно спале његове кости.